# Marathon van Fukuoka 2000
De marathon van Fukuoka 2000 werd gelopen op zondag 3 december 2000. Het was de 54e editie van de marathon van Fukuoka. Aan deze wedstrijd mochten alleen mannelijke elitelopers deelnemen. De Japanner Atsushi Fujita kwam als eerste over de streep in 2:06.51.
In totaal finishten er 83 marathonlopers bij deze wedstrijd.

## Uitslagen
| rang   | naam               | land | tijd    |
| ------ | ------------------ | ---- | ------- |
| Goud   | Atsushi Fujita     | JPN  | 2:06.51 |
| Zilver | Bong-Ju Lee        | KOR  | 2:09.04 |
| Brons  | Abdellah Behar     | FRA  | 2:09.09 |
| 4      | Noriaki Igarashi   | JPN  | 2:09.26 |
| 5      | Gezahegne Abera    | ETH  | 2:09.45 |
| 6      | Toshiya Katayama   | JPN  | 2:13.48 |
| 7      | Gert Thys          | RSA  | 2:14.28 |
| 8      | Anders Szalkai     | SWE  | 2:15.33 |
| 9      | Makhosonke Fika    | RSA  | 2:16.09 |
| 10     | Takeshi Hamano     | JPN  | 2:16.10 |
| 11     | Toshio Mano        | JPN  | 2:17.04 |
| 12     | Toyokazu Yoshimura | JPN  | 2:17.27 |
| 13     | Kazuhiro Fujii     | JPN  | 2:17.31 |
| 14     | Akira Sakemi       | JPN  | 2:17.37 |
| 15     | Shin Nozaki        | JPN  | 2:18.03 |
| 16     | Simon Mrashani     | TAN  | 2:18.51 |
| 17     | Masaki Higa        | JPN  | 2:19.52 |
| 18     | Koji Taniguchi     | JPN  | 2:19.57 |
| 19     | Seiji Kobayashi    | JPN  | 2:20.12 |
| 20     | Hideki Kodama      | JPN  | 2:20.54 |
| 21     | Shinji Tsunasaki   | JPN  | 2:20.59 |
| 22     | Mitsunobu Iwamoto  | JPN  | 2:21.28 |
| 23     | Tetsuya Shimada    | JPN  | 2:22.40 |
| 24     | Yoshihisa Yamabana | JPN  | 2:22.44 |

1947 ·
1948 ·
1949 ·
1950 ·
1951 ·
1952 ·
1953 ·
1954 ·
1955 ·
1956 ·
1957 ·
1958 ·
1959 ·
1960 ·
1961 ·
1962 ·
1963 ·
1964 ·
1965 ·
1966 ·
1967 ·
1968 ·
1969 ·
1970 ·
1971 ·
1972 ·
1973 ·
1974 ·
1975 ·
1976 ·
1977 ·
1978 ·
1979 ·
1980 ·
1981 ·
1982 ·
1983 ·
1984 ·
1985 ·
1986 ·
1987 ·
1988 ·
1989 ·
1990 ·
1991 ·
1992 ·
1993 ·
1994 ·
1995 ·
1996 ·
1997 ·
1998 ·
1999 ·
2000 ·
2001 ·
2002 ·
2003 ·
2004 ·
2005 ·
2006 ·
2007 ·
2008 ·
2009 ·
2010 ·
2011 ·
2012 ·
2013 ·
2014 ·
2015 ·
2016 ·
2017